# Miesenbach (Mohrbach)
Der Miesenbach ist ein knapp 4 km langer, orografisch rechter Nebenfluss des Mohrbachs überwiegend im Stadtgebiet von Ramstein-Miesenbach im rheinland-pfälzischen Landkreis Kaiserslautern.

## Name
Der Ort Miesenbach wurde zwischen 1194 und 1198 als Mensebach erstmals urkundlich genannt. Der Name leitet sich von einem althochdeutschen Personennamen *Manso (Genitit *Mensin) ab.

## Geographie

### Verlauf
Der Miesenbach entspringt wenig westlich des 362 m ü. NHN hohen Waldhügels Hebelhübel, auf dem (unter anderen) die Gebiete der Gemeinde Kottweiler-Schwanden und der Stadt Ramstein-Miesenbach sich berühren, im Osten von Schwanden und im Nordwesten des zu Ramstein-Miesenbach gehörenden Hebenhübelerhofs. Er fließt von dort in Richtung Südsüdosten auf den Stadtteil Miesenbach zu und wechselt dabei an einem Teich aufs Stadtgebiet über. Hierbei tritt er aus dem Wald in eine anfangs enge Flurschneise aus. 
Wo der begleitende Wald nahe dem Rundwieserhof endet, wird er von einem etwas kürzeren linken Oberlauf mit etwa südlichem Lauf verstärkt, der am Jakobsbrunnen entsteht, den Hebenhübelerhof passiert und eine Teichkette durchfließt. Dort kehrt sich der Miesenbach auf mehr und mehr südwestlichen Kurs. Den Nordzipfel des Ortes Miesenbach, der sich entlang der Straße nach Kottweiler zieht, durchquert der Bach verdolt.

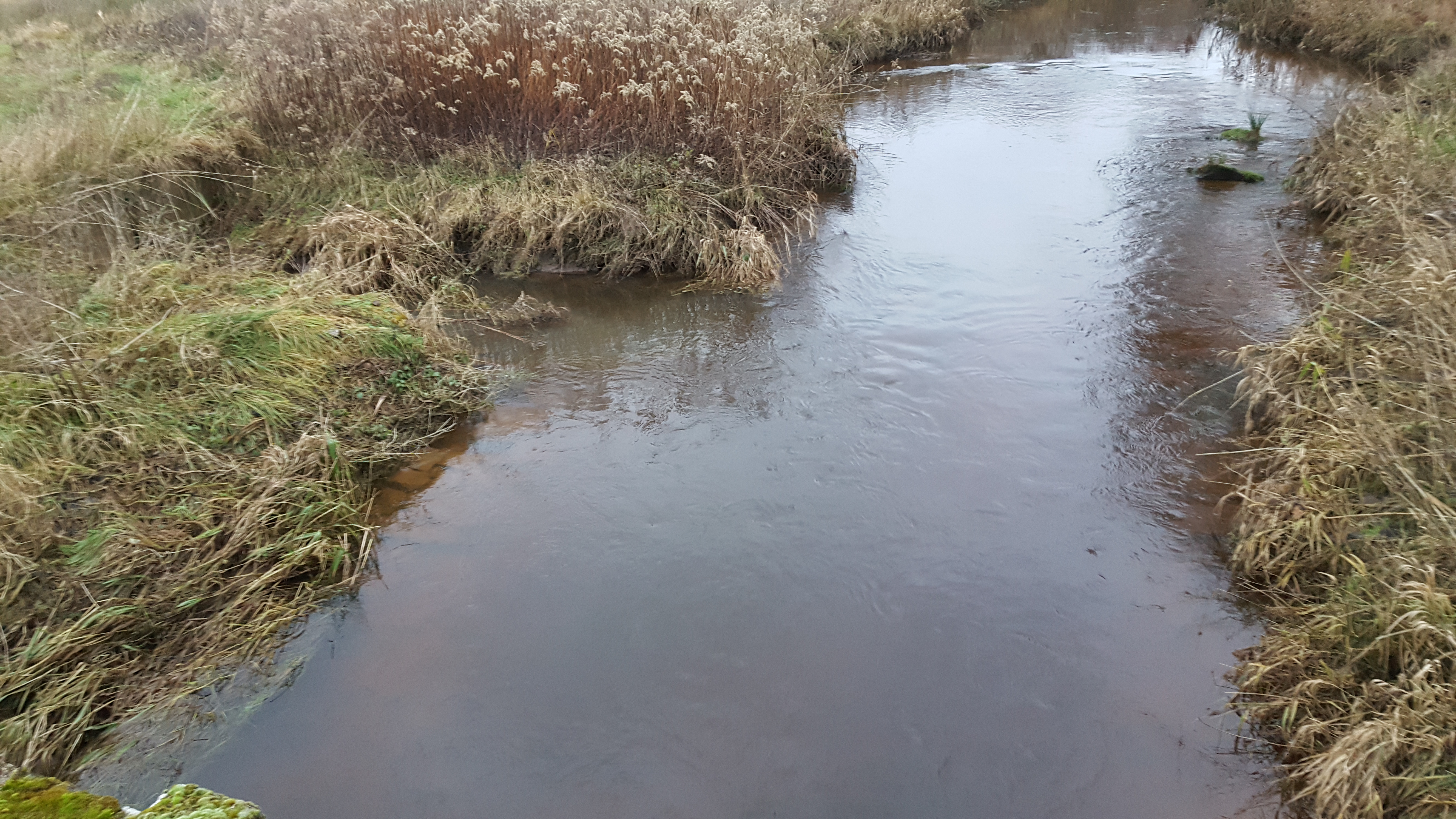
Miesenbach Mündung in Mohrbach

Auf der anderen Seite fließt er dann wieder offen neben der sich nirgends sehr weit vom Ortsrand entfernenden, nach Steinwenden führenden Landesstraße L 366 und der Feldflur zu seiner Rechten. Nach ca. 800 Metern knickt er um die südwestliche Siedlungsspitze Miesenbachs herum nach Südsüdosten ab, hierbei unterquert er die Landesstraße und die Bahnstrecke Landstuhl-Kusel. Nach seinen letzten ca. 150 Metern mündet er in den westwärts laufenden Mohrbach.
Der etwa 3,9 km lange Miesenbach mündet etwa 118 Höhenmeter unter seinem Ursprung, sein mittleres Sohlgefälle liegt bei etwa 31 ‰, sein Einzugsgebiet umfasst 4,9 km². Im Sommer versiegt in ihm oft der Durchfluss.

### Zuflüsse
- (Bach vom Jakobsbrunnen), von links, 1,2 km und 0,8 km².
Der Miesenbach-Oberlauf selbst bis zu diesem Zufluss ist 1,5 km lang und hat ein Einzugsgebiet von erst 0,6 km².
- Stickelbach[4], von rechts
- Kleiner Miesenbach, von rechts